# ŠK Bjelašnica Pazarić
ŠK Bjelašnica Pazarić – bośniacko-hercegowiński klub szachowy z siedzibą w Pazariciu.

## Historia
Klub został założony w 1958 roku i wywodził się z sekcji szachowej towarzystwa sportowego Drvodjelac. Był pierwszym klubem szachowym w gminie Hadžići. W okresie jugosłowiańskim Bjelašnica rywalizowała w ligach regionalnych. Gościem klubu był ponadto Tigran Petrosjan, który rozegrał symultanę. W okresie wojny w Bośni i Hercegowinie siedziba klubu została zniszczona. Po zakończeniu wojny z inicjatywy Muharema Mujana, Adnana Bandicia, Sabita Fejzicia i Gojka Bevandy klub wznowił działalność. W 2005 roku zespół po raz pierwszy w swojej historii awansował do Prvej ligi (drugi poziom). W 2017 roku Bjelašnica zadebiutowała w Premijer lidze i zajęła drugie miejsce w rozgrywkach, za Bosną Sarajewo. W latach 2018–2019 klub był czwarty w lidze, a w sezonie 2021 zajął trzecią pozycję. W 2022 roku zespół zdobył wicemistrzostwo Bośni i Hercegowiny. W sezonie 2023 Bjelašnica została sklasyfikowana na piątym miejscu w krajowych mistrzostwach, a rok później – na trzecim.
Zawodnikami klubu byli m.in.: Siniša Dražić, Nikola Đukić, Dawit Dżodżua, Ante Šarić, Ibro Šarić i Milan Vukić.